# Harry McGilberry
Harry McGilberry (n. 19 ianuarie 1950 - d. 3 aprilie 2006) a fost un cântăreț american de muzică R&B și soul, iar mai apoi membru al trupei The Temptations între 1995 și 2003.